# Egeris-Estvad-Rønbjerg Pastorat
Egeris-Estvad-Rønbjerg Pastorat er et pastorat i Skive Kommune og Skive Provsti i Viborg Stift. Pastoratet blev oprettet den 1. januar 2014.

## Beliggenhed
Pastoratet ligger ved Karup Ås nedre løb. 
Øst for åen er pastoratet er en del af Skive by. Denne del af pastoratet er præget af parcelhuse, boligblokke, erhvervsvirksomheder, ungdomsuddannelser, videregående uddannelse samt militære områder. 
Vest for åen er der to gamle landsogne, der er tidligere havde karakter af at være et vestjysk hede-, sø- og moselandskab.
Mod sydøst grænser pastoratet op til Viborg Domprovsti (Fly Sogn i Vestfjends Pastorat). Naboen mod sydvest er Holstebro Provsti (Sevel Pastorat med Trandum Sogn og Sevel Sogn samt Sahl Sogn og Ejsing Sogn). Mod nordvest er naboen Salling Provsti (Brøndum-Hvidbjerg-Ramsing-Håsum Pastorat). Mod nordøst er naboerne Hem Sogn, Skive Sogn og Limfjorden (Skive Fjord). 

## Historie
Egeris Sogn er oprettet i 1974. (Kirken er dog fra 1960). Det senere sogn blev indlemmet i Skive Købstad i 1950. Tidligere hørte området under Skive Landsogn i Skive Landsogn-Resen Kommune.
Estvad–Rønbjerg Sognekommune blev sammenlagt med Skive Kommune i 1970. Tidligere hørte Estvad–Rønbjerg til Ginding Herred i Ringkøbing Amt. 
Egeris–Estvad–Rønbjerg Pastorat opstod, da to hidtidige pastorater blev slået sammen den 1. januar 2014.

## Præster og menighedsråd
Pastoratets kirkelige og administrative ledelse varetages af de to menighedsråd (Egeris Sogns Menighedsråd samt Estvad-Rønbjerg Sognes Menighedsråd).
Pastoratet har tre præster. Den ene præst, der bor i Estvad, har fortrinsvis tjenester i Estvad–Rønbjerg. De to andre præster arbejder fortrinsvis i Egeris. 

## Sogne
Der er to sogne i  pastoratet: 
- Egeris Sogn (Hindborg Herred) med Egeris Kirke
- Estvad-Rønbjerg Sogn (Ginding Herred) med Estvad Kirke og Rønbjerg Kirke.